# Ruta Estatal de California 147
La Ruta Estatal de California 147, y abreviada SR 147 (en inglés: California State Route 147) es una carretera estatal estadounidense ubicada en el estado de California. La carretera inicia en el Sur desde la SR 89     en Canyondam hacia el Norte en la SR 36     cerca de Westwood. La carretera tiene una longitud de 18,8 km (11.681 mi).

## Mantenimiento
Al igual que las autopistas interestatales, y las rutas federales y el resto de carreteras estatales, la Ruta Estatal de California 147 es administrada y mantenida por el Departamento de Transporte de California por sus siglas en inglés Caltrans.

## Cruces
| Condado | Localidad | Miliario | Destinos                            | Notas |
| --- | --------- | -------- | ----------------------------------- | ----- |
| Plumas PLU 0.00-9.89 | Canyondam | 0.00     | SR 89                               |       |
| Plumas PLU 0.00-9.89 |           | 7.37     | CR A13 (Big Springs Road) – Chester |       |
| Lassen LAS 0.00-1.79 |           | 1.14     | CR A21 (Mooney Road) – Westwood     |       |
| Lassen LAS 0.00-1.79 |           | 1.79     | SR 36 – Red Bluff, Susanville       |       |
| 1.000 mi = 1.609 km; 1.000 km = 0.621 mi Cerrada/Antigua • Terminal concurrente • Acceso incompleto • Propuesta/Sin abrir |           |          |                                     |       |